# Geoffrey Williamson
Geoffrey Williamson   (Sydney, 10 de juliol de 1923 - Ryde, 17 de setembre de 2009) fou un remer australià que va competir durant les dècades de 1940 i 1950.
El 1952 va prendre part en els Jocs Olímpics d'Estiu de Hèlsinki, on guanyà la medalla de bronze en la prova del vuit amb timoner del programa de rem. Quatre anys més tard, als Jocs de Melbourne, quedà eliminat en semifinals en la prova del quatre sense timoner.
En el seu palmarès també destaquen dues medalles als Jocs de l'Imperi Britànic i de la Comunitat de 1954, d'or en el quatre amb timoner i de bronze en el dos sense timoner.